# غدة ملح

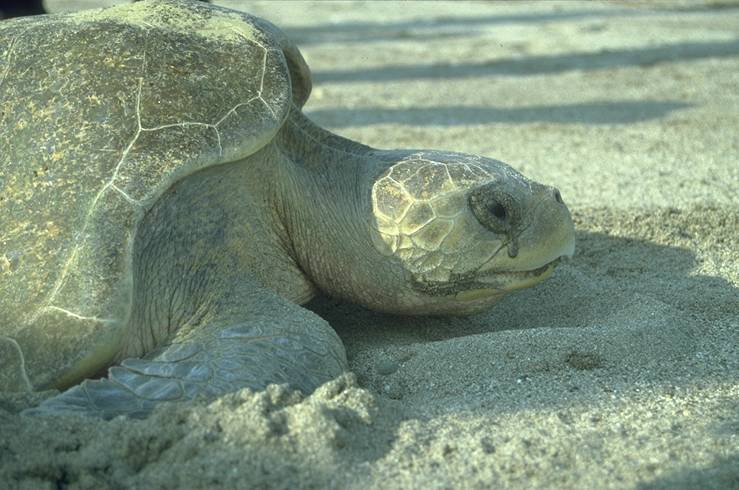
تفرز السلاحف البحرية الأملاح عن طريق قنواتها الدمعية، أي عبر «البكاء».

غدة الملح هي عضو يوجد في بعض الكائنات الحية، وظيفته التخلص من الأملاح الزائدة. توجد غدد الملح عند الأشلاق والطيور البحرية وبعض الزواحف. فهي توجد عند القروش في المستقيم، لكن عند الطيور البحرية والزواحف فإنها تكون في الجمجمة أو عليها، قرب العينين أو المنخر أو الفم، وأما عند التماسيح فإن الأملاح تُفرَز عن طريق اللسان. تعمل هذه الغدة بعملية النقل الفعال عبر مضخة الصوديوم والبوتاسيوم، التي تستخلص الأملاح من الدم وتنقلها إلى الغدة، التي تفرزها بصورة محلول مركّز. وظيفة غدد الملح هي المحافظة على التوازن الملحي في أجساد الفقاريات البحرية، والسماح لها بشرب مياه البحر.
تقترن غدة الملح عند الطيور مع آلية معاكسة التيار، التي تحافظ على تركيز الملح العالي في بلازما الدم، بحيث أن معظم الملح الذي تفرزه الغدة يُعاد إلى بلازما الدم الداخلة مجدداً، وهكذا يبقى الملح المتراكم في الغدة مركزاً وكثيفاً على الدوام.
تنبع أهمية وحاجة إفراز الأملاح عند الزواحف (مثل السلاحف البحرية والإغوانا البحرية) والطيور (مثل طائر النوء والقطرس) من أن كلاهم أقل كفاءة بكثير من كلى الثدييات، وعلى عكس جلد البرمائيات فإن جلد الزواحف والطيور ليس نفاذاً للملح، مما يعني أن انتقال الملح إلى جلدهم السّميك سيؤدي إلى صعوبة في إعادة إفرازه منه.